# 美和村 (大分県)
美和村（みわむら）は、大分県西国東郡にあった村。現在の豊後高田市の一部にあたる。

## 地理
国東半島西部の基部、美和台地の南部に位置していた。
- 河川：桂川、都甲川[2]

## 歴史
- 1889年（明治22年）4月1日、町村制の施行により、西国東郡美和村、鼎村、払田村が合併して村制施行し、美和村が発足[1][2]。旧村名を継承した美和、鼎、払田の3大字を編成[2]。
- 1907年（明治40年）4月1日、西国東郡高田町、玉津町、来縄村と合併し高田町が存続して廃止された[1][2]。

## 産業
- 農業[2]

## 出身・ゆかりのある人物
- 一松定吉 - 検事、政治家、豊後高田市名誉市民。